# Hoplacephala inermis
Hoplacephala inermis är en tvåvingeart som beskrevs av Villeneuve 1913. Hoplacephala inermis ingår i släktet Hoplacephala och familjen köttflugor. Inga underarter finns listade i Catalogue of Life.